# Glaucolepis teucriella
Glaucolepis teucriella is een vlinder van de familie van de dwergmineermotten (Nepticulidae). De wetenschappelijke naam is voor het eerst voorgesteld als Nepticula teucriella door Pierre Chrétien in een publicatie uit 1914.

## Verspreiding
De soort komt voor in Zuid-Frankrijk en Spanje.

## Waardplant
De rups leeft op Teucrium chamaedrys (Lamiaceae).